# Audrey Dalton
Audrey Dalton (21 de enero de 1934) es una actriz de cine y televisión irlandesa.

## Biografía
Dalton nació en Dublín, hija de Emmet Dalton (1898–1978), un soldado y productor de cine irlandés, que luchó en la Primera Guerra Mundial por los británicos pero se unió al Ejército Republicano Irlandés y estuvo del lado del Tratado durante la guerra civil irlandesa.
Asistió al Convento del Sagrado Corazón en Dublín. Después de que la familia se mudó a Londres, estudió actuación en la Real Academia de Arte Dramático (RADA). Se mudó a los Estados Unidos el 17 de marzo de 1952.
En 1953 se casó en secreto con el estudiante y jugador de baloncesto de la UCLA James H. Brown de Los Altos, California , quien más tarde se convirtió en ejecutivo de televisión y asistente de dirección. En 1977 se divorció de Brown, padre de sus cuatro hijos, después de 25 años de matrimonio, y en 1979 se casó con Rod F. Simenz, un ingeniero.
Entre sus muchas apariciones en televisión se encontraban seis episodios de Wagon Train entre 1958 y 1964. Apareció como invitada en Perry Mason en 1961 como Kate Eastman en «El caso de los inocentes heridos». En 1962 apareció en Gunsmoke (T8: E18) en «The Renegades».

## Filmografía
- Mi prima Rachel (1952) como Louise Kendall
- Las chicas de la isla del placer (1953) como Hester Halyard
- Titanic (1953) como Annette Sturges
- La gran noche de Casanova (1954) como Elena Di Gambetta
- Drum Beat (1954) como Nancy Meek
- El hijo pródigo (1955) como Rut
- Confesión (1955) como Louise Nelson
- The 20th Century-Fox Hour (1956, Serie de TV) como Carey Rydal
- Hold Back the Night (1956) como Kitty
- El monstruo que desafió al mundo (1957) como Gail MacKenzie
- Lux Video Theatre (1956-1957), serie de televisión)  como Jean / Barbara / Romo
- The Bob Cummings Show (1957, serie de TV) como Rita
- Thundering Jets (1958) como Susan Blair
- El millonario (1958, serie de televisión) como Ellen Curry
- Hombre con cámara (1958, serie de TV) como Sharon Rogers
- Mesas separadas (1958) como Jean
- Disneyland (1959, serie de TV) como Mrs. Cunningham
- Lone Texan (1959) como Susan Harve
- Este otro Edén (1959) como Maire McRoarty
- La predicción (22/11/60) como Norine
- Dante (1961, serie de TV) como Hazel Kennicut
- The Aquanauts (1961, serie de TV) como Sylvia Jurgen
- The Tab Hunter Show (1961, serie de TV) como Ariel Evans
- National Velvet (1961, Serie de TV) como Fiona Mulcahey
- Bat Masterson (1958–1961, serie de TV) como Cally Armitage / Abby Chancellor / Abigail Feather
- Lock Up (1961, serie de TV) como Susan Carter
- Michael Shayne (1961, serie de TV) como Pat Marshall
- Bringing Up Buddy (1961, serie de TV) como Mary Beth Davenport / Ami Davenport
- Whispering Smith (1961, serie de TV) como April Fanshaw
- Sardonicus
- Los investigadores (1961, serie de televisión) como Constance Moreno
- Perry Mason (1961, serie de TV) como Kate Eastman
- Jaque mate (1961, serie de televisión) como Ann Miles
- King of Diamonds (1962, serie de TV) como Lola Hayes
- Bonanza (1962, serie de TV) como Melinda Banning
- Suspenso (1960–1962, serie de TV) como Meg O'Danagh Wheeler/ Nesta Roberts/ Norine Burton
- Kraft Mystery Theatre (1962, Serie de TV) como Marion
- Ripcord (1962, serie de TV) como Janice Dean
- Gunsmoke (1963, serie de TV) como Lavinia
- Death Valley Days (1963, Serie de TV) como Mary O'Connell
- The Wide Country (1963, Serie de TV) como Nancy Kidwell
- The Dakotas (1963, Serie de TV) como Ronnie Kane
- Temple Houston (1963, Serie de TV) como Amy Hart
- Dr. Kildare (1964, Serie de TV) como Jo Grant
- Wagon Train (1958–1964, Serie de TV) como Danna Bannon/ Lola Medina/ Nancy Bigelow/ Mary Naughton/ Laura Grady/ Harriet Field
- Gatito con un látigo (1964) como Virginia Stratton
- The Bounty Killer (1965) como Carole Ridgeway
- Viaje al fondo del mar (1965, Serie de TV) como Lydia Parrish
- Laredo (1965, Serie de TV) como Alice Coverly
- The Big Valley (1965–1966, Serie de TV) como Amy/ Ann
- Insight (1966, Serie de TV)
- The Wild Wild West (1966, Serie de TV) como Veda Singh
- The Girl from UNCLE (1966, Serie de TV) como Mrs. Wainright
- Dragnet 1967 (1967, Serie de TV) como Patricia Filmore
- Yo y Benjy (1967, Película de televisión) como Ruth
- Family Affair (1967, Serie de TV) como Mrs. Thompson
- Police Woman (1974–1978, Serie de TV) como Mrs. Hunter / Rose Hess (aparición final)[2]